# کیهان مرتضوی
کیهان مرتضوی (به انگلیسی: Kayhan Mortezavi) (زاده ۱۳۳۵، تهران ) طراح صحنه سینما، تلویزیون و تئاتر، دانش‌آموخته‌ی رشته طراحی صحنه از دانشکده هنرهای دراماتیک تهران، کارشناسی ارشد رشته پژوهشی هنر از دانشکده هنرهای زیبا (دانشگاه تهران), و رشته آموزش (تربیت معلم) از دانشگاه یورک (کانادا) است. مدرس دانشکده هنرهای زیبا، مجتمع دانشگاهی هنر و دانشکده صدا و سیما(۱۳۶۰-۱۳۷۴).

## زندگی
وی کار خود را در تلویزیون از ۱۳۶۱ شروع کرد و در ۱۳۶۳ با طراحی صحنه مجموعه‌های تلویزیونی امیر کبیر و شاه شکار به کار خود ادامه داد. در سینما از ۱۳۶۴ با طراحی صحنه برای فیلم‌های گل‌های داوودی و تصویر آخر اغاز کرد. او هم‌چنین طراحی صحنه ده‌ها نمایش تئاتری را در ایران و حدود ۲۰ نمایش تاتری را در تورنتو به عهده داشته‌است. کیهان مرتضوی در سال ۱۳۷۲ برنده جایزه بهترین طراح صحنه تلویزیون ایران ( جشنواره تولیدات صدا و سیما) شد. او کاندیدای بهترین طراحی صحنه برای فیلم‌های پرنده کوچک خوشبختی (۱۳۶۶), نارونی(۱۳۶۷) و نقش عشق(۱۳۷۰) بوده‌است.
فیلم نار و نی در سال ۱۹۸۹ درجشنواره مانهایم المان برای «فضاسازی خلاق و بدیع» برنده جایزه ویژه این جشنواره شد.
همراه همسرش میترا قوامیان و فرزندانش در ۱۹۹۴ به کانادا مهاجرت کرد و در کنار کارگردانی و طراحی صحنه از سال ۲۰۰۰ در دبیرستان‌ها و کالج‌های تورنتو مشغول تدریس شد.

## فیلم‌ها

### طراحی صحنه
- ۲۰۱۸ - پاندول - (Pendulum) - کانادا
- ۲۰۱۰ - قفس طلایی (Golden Cage) - محمد زرین‌دست. آمریکا[۳]
- ۲۰۱۶ - Adagio For Being - کانادا
- ۱۳۷۳ - می‌خواهم زنده بمانم - ایرج قادری
- ۱۳۷۲ - پرتگاه - بهرام ری‌پور
- ۱۳۷۰ - دره شاپرک‌ها - فریال بهزاد
- ۱۳۷۰ - شهر در دست بچه‌ها - اسماعیل براری
- ۱۳۷۰ - نقش عشق - شهریار پارسی‌پور
- ۱۳۶۸ - باغ سید - محمدرضا اسلام‌لو
- ۱۳۶۸ - زمان از دست رفته - پوران درخشنده
- ۱۳۶۸ - عبور از غبار - پوران درخشنده
- ۱۳۶۷ - نار و نی - سعید ابراهیمی‌فر
- ۱۳۶۶ - پرنده کوچک خوشبختی- پوران درخشنده
- ۱۳۶۵ - تصویر آخر - مهدی صباغ‌زاده
- ۱۳۶۳ - گل‌های داوودی - رسول صدرعاملی

### طراحی صحنه مجموعه‌های تلویزیون
- ۱۳۶۲ - امیر کبیر - سعید نیک‌پور
- ۱۳۶۲ - قرن سرنوشت
- ۱۳۶۲ - محله برو بیا . بیژن بیرنگ
- ۱۳۶۱ - ستارخان (تله تآتر) - کارگردان تلویزیونی: مسعود فروتن . کارگردان هنری: جهانگیر الماسی
- ۱۳۶۵ - پاییز صحرا - اسدالله نیک‌نژاد
- ۱۳۶۶ - راویان اخبار - گروهی از کارگردانان.
- ۱۳۶۹ - یکی از این روزها (تله تآتر) . فریدون فرهودی

### کارگردانی
- Adagio For Being - ۲۰۱۶
- Purpose- Repurpose - ۲۰۱۵
- Toggle - ۲۰۱۴
- The Garden of Earthy Delights - ۲۰۱۳
- Identity Crisis - ۲۰۱۳

## سایر فعالیت‌ها
- عضو هیئت اجرایی و داوری جشنواره نسیم شرق در تورنتو.[۴]

## جوایز
پیش از مهاجرت به کانادا دو بار نامزد جشنواره‌ی فجر شد.
- ۱۳۶۷ - نارونی - نامزد سی‌مرغ بلورین بهترین طراحی صحنه جشنواره بین‌المللی فجر دوره‌ی هفتم.
- ۱۳۶۹ - نقش عشق - نامزد سی‌مرغ بلورین بهترین طراحی صحنه جشنواره بین‌المللی فجر دوره‌ی نهم.